# Texananus curtus
Texananus curtus är en insektsart som beskrevs av Delong 1939. Texananus curtus ingår i släktet Texananus och familjen dvärgstritar. Inga underarter finns listade i Catalogue of Life.